# Asamblea Nacional (Revolución francesa)
La Asamblea Nacional (en francés Assemblée Nationale) fue la institución, enmarcada en el periodo alrededor de la Revolución Francesa, que existió desde el 17 de junio de 1789 sirviendo de transición entre los Estados Generales y la Asamblea Nacional Constituyente.
Los motivos de larga duración de la reunión de los estamentos fue que Francia atravesaba una crisis económica y financiera muy grande bajo los reinados de Luis XVI y su predecesor su abuelo Luis XV, los ingresos que obtenía la monarquía provenían de los impuestos de los campesinos y burgueses (el tercer estamento), y estos estaban molestos por las exenciones de los otros dos estamentos (el clero y la nobleza) y estaban cansados de tal injusticia. Por ello decidieron reformar y reconstruir el sistema estamental. Ellos querían participar  en el gobierno y eliminar los privilegios a los nobles y al clero. Varios estamentos pidieron al rey que convocara una asamblea de los tres estados, y los burgueses y campesinos separándose de ese régimen formaron su propia asamblea.

## Creación de la asamblea
El 17 de junio de 1789 se declara la Asamblea Nacional: una asamblea no de los Estados, sino "del pueblo". Jean Sylvain Bailly fue elegido primer presidente. La Asamblea invitó al resto de estamentos a que se les unieran, pero dejando claro que pensaban ocuparse de los asuntos nacionales con o sin ellos.
La nueva asamblea enseguida se alineó con los capitalistas, la fuente de crédito necesaria para financiar la deuda pública. En relación con el pueblo, la Asamblea estableció un comité de subsistencia para ocuparse de los déficits alimentarios.
Inicialmente, la Asamblea anunció, y en gran medida creyó, que estaba trabajando tanto en el interés del Rey Luis XVI como en el de la gente. En teoría, la autoridad real todavía prevalecía en el proceso de adopción de las nuevas leyes, que seguía requiriendo el consentimiento real.

## El Rey resiste
Jacques Necker propuso a Luis XVI la posibilidad de convocar una Séance Royale (Sesión Real) e intentar así reconciliar a los Estados divididos. El plan fue aceptado; sin embargo, no se notificó la decisión de tener la Sesión Real a ninguno de los tres estamentos. Todos los debates se pararon hasta que se celebrase la séance royale.
El transcurso de los eventos pronto sobrepasó al plan de Necker de dar la razón a los Communes en algunos puntos sin ceder un ápice en otros. Perdido el interés en el consejo de Necker, Luis XVI, bajo la influencia de su consejo privado, decidió ir de forma oficial a la Asamblea, anular sus decretos, ordenar la separación de los Estados y dictar las reformas necesarias en los Estados Generales. El 19 de junio, ordenó cerrar la Salle des États, la habitación donde la Asamblea Nacional celebraba sus reuniones.
Quizá si Luis XVI hubiese simplemente entrado en la Salle des États, su plan hubiese funcionado. Sin embargo, permaneció en Marly-le-Roi, ordenando la clausura de la sala, esperando que esto impediría reunirse a la Asamblea mientras él se preparaba.

## El juramento del juego de pelota
Por la mañana del 20 de junio, los diputados se sorprendieron al ver las puertas de su sala de reuniones cerrada y custodiada por soldados, bajo el pretexto de que la misma estaba siendo reformada para la Séance Royale (Sesión Real). Inmediatamente, temiendo la disolución y sospechando de un golpe de poder real, los diputados, a propuesta de Guillotin, se reunieron en una sala cercana, una pista de juego de pelota, donde pronunciaron un discurso solemne de "no separarse y reunirse cualesquiera sean las circunstancias, hasta que la Constitución del reino esté establecida y fundada sobre base firme". Los diputados prometieron reunirse hasta completar la escritura de una Constitución. 576 diputados firmaron el juramento, y sólo uno rehusó hacerlo.

## Transformación de los Estados Generales
Dos días después, privados también del uso de la sala del juego de pelota, la Asamblea Nacional se reunió en la Catedral de San Luis de Versalles, donde la mayoría del clero se les unió. Cuando, el 23 de junio, de acuerdo con su plan, el Rey habló a los representantes de los tres Estados, se encontró con un silencio impenetrable. En esta sesión, el Rey prohibió que los tres estamentos deliberaran juntos, declaró nulas las decisiones adoptadas por los diputados del Tercer Estado, pero prometió algunas reformas como la igualdad ante los impuestos, la abolición de la talla, de las corveas, de las lettres de cachet, etc. Concluyó ordenando a los tres Estados que se retiraran. La nobleza y el clero obedecieron; los diputados del tercer estado permanecieron en sus asientos en silencio, hasta que Mirabeau, pronunció un pequeño discurso que finalizaba así: 

"¡La fuerza armada rodea la Asamblea! ¿Dónde están, pues, los enemigos de la nación? ¿Por ventura está un Catilina ante las puertas? Os requiero a que os revistáis de vuestra dignidad, de vuestra autoridad legislativa, que os apoyéis en la santidad de vuestro juramento, que no nos permite separarnos hasta que se haya terminado la Constitución."

 Seguidamente, entró en la sala el marqués de Brézé, Gran Maestro de Ceremonias del Rey, que invitó a los Comunes a abandonar la sala diciendo: 

"¡Señores, habéis oído lo que ha mandado el rey!"

 Los diputados no hicieron movimiento alguno. Mirabeau, entonces, replicó al marqués: 

"¡Sí, señor mío, hemos oído lo que se ha inspirado al rey! Pero vos que no podéis ser ante los Estados el intérprete de su voluntad; vos, que no tenéis aquí asiento ni derecho a hablar, no tenéis autoridad para recordarnos sus palabras. Pero para ser claro y breve, os digo, que si os han encargado echarnos de aquí, habréis de emplear la fuerza: pues sólo cederemos ante la fuerza de las bayonetas."

 Los diputados se mantuvieron firmes y Mirabeau se ganó el respeto de toda la Asamblea. Este día también significó el derrocamiento del poder real, que pasaba así del Rey a la Asamblea.
Necker, que llamó la atención por su ausencia en la sesión real, cayó en desgracia ante los ojos de Luis XVI, a la vez que volvía a ser apreciado en la Asamblea Nacional. Los miembros del clero que se unieron a la Asamblea en la iglesia de San Luis permanecieron en ella; al día siguiente, 24 de junio, cuarenta y siete miembros de la nobleza, incluyendo al Duque de Orleans también se unieron. A pesar de que los apoyos al Rey entre los diputados disminuían, la amenaza de un golpe militar seguía en el aire. Elementos del ejército francés empezaban a llegar a las inmediaciones de París y de Versalles.
El intento del Rey de mantener a los tres estamentos separados fracasó. Con la práctica totalidad del clero y algunos nobles formando parte de la Asamblea Nacional, el Rey se vio forzado a pedir a los diputados que todavía se reunían aparte que se uniesen a la Asamblea Nacional. Los Estados Generales habían dejado de existir, convirtiéndose en Asamblea Nacional, aunque ambas instituciones se componían de los mismos diputados.

## Asamblea Nacional Constituyente
El 9 de julio de 1789, la Asamblea adoptó el nombre de Asamblea Nacional Constituyente. Esta se dirigió al Rey firmemente, pidiendo la retirada de las tropas (las cuales incluían también regimientos extranjeros). Luis XVI declaró que sólo a él correspondía juzgar la necesidad de la presencia de las tropas y que estas estaban presentes como medida de precaución. Luis ofreció trasladar la Asamblea a Noyon o Soissons, para poder así alejarla del favor parisino y tenerla más controlada por el general.